# Bomolocha exoticalis
Bomolocha exoticalis är en fjärilsart som beskrevs av Achille Guenée 1854. Bomolocha exoticalis ingår i släktet Bomolocha och familjen nattflyn. Inga underarter finns listade i Catalogue of Life.